# Нижегородский район (Нижний Новгород)

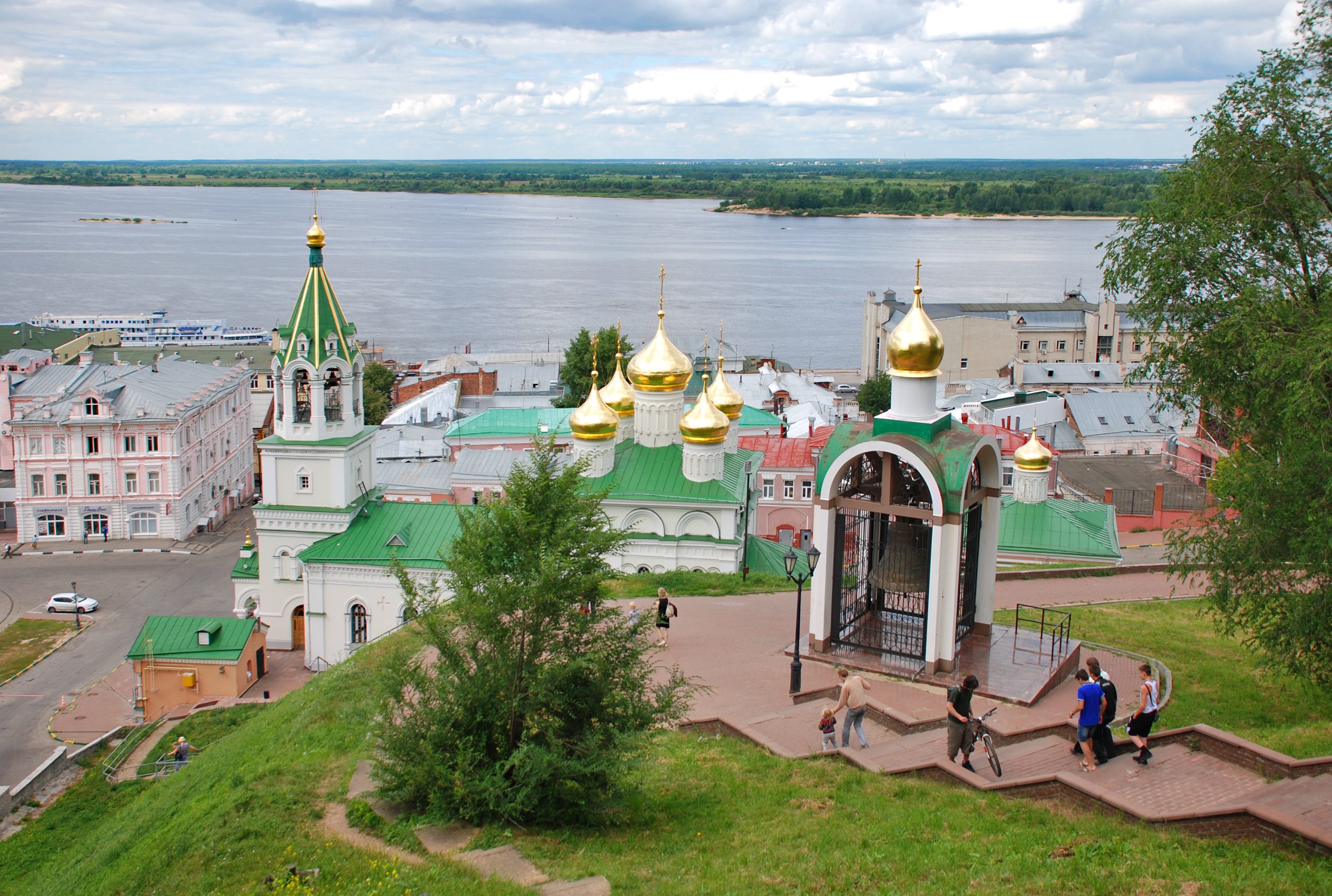
Площадь Народного Единства, между Волгой и северо-западным углом Кремля. В центре церковь Рождества Иоанна Предтечи

Нижегородский район — один из восьми внутригородских районов в составе Нижнего Новгорода, исторически центральная его часть. Район располагается в Нагорной части города и граничит с Советским, Канавинским и Приокским районами города, а также с Кстовским районом Нижегородской области.
Площадь района: 67 км² (13,7 % городской территории), численность населения — 130 043 чел. (2023). Району подчинены деревня Новая и слобода Подновье с общей численностью населения 1443 чел. (2020). Также к району относится территория курортного посёлка Зелёный Город с численностью населения 2044 чел. (2023).

## Население
Динамика населения внутригородского района (в городской черте, без курортного посёлка Зелёный Город, деревни Новая и слободы Подновье):
| 1979     | 1989     | 2002     | 2009     | 2010     | 2012     | 2013     |
| -------- | -------- | -------- | -------- | -------- | -------- | -------- |
| 125 785  | ↗136 480 | ↘120 647 | ↘119 907 | ↗122 604 | ↗125 820 | ↗128 699 |
| 2014     | 2015     | 2016     | 2017     | 2018     | 2019     | 2020     |
| ↗131 293 | ↗132 652 | ↘132 425 | ↘131 186 | ↗132 035 | ↗132 638 | ↘130 900 |
| 2021     | 2021     | 2023     |          |          |          |          |
| ↘130 124 | ↘127 536 | ↗130 043 |          |          |          |          |

## Экономика

### Промышленность
По общему объёму промышленного производства в фактических ценах Нижегородский район занимает 4-е место по области.

#### Промышленные предприятия
- АО «Нижновэнерго»;
- ГИПП «Нижполиграф»;
- ЗАО «Винагропром»;
- ЗАО «Весна»;
- ЗАО «Восход»;
- ЗАО «Луч-НН»;
- ЗАО «Маяк»;
- Комбинат хлебопродуктов;
- МУП «Головные уборы»;
- Мясокомбинат;
- Нижегородский рыбзавод.

## Образование

### Вузы
- Нижегородский государственный университет им. Н. И. Лобачевского (исторический, финансовый, экономический, филологический, социальных наук и международных отношений факультеты, а также факультет «Высшая школа общей и прикладной физики»);
- Нижегородский государственный технический университет;
- Нижегородский государственный лингвистический университет;
- Нижегородская государственная консерватория;
- Нижегородский государственный педагогический университет;
- Нижегородский государственный архитектурно-строительный университет;
- Волжский государственный университет водного транспорта;
- Приволжский исследовательский медицинский университет.
- Высшая школа экономики (корпус на ул. Большой Печерской)

### Школы
В районе имеется 17 средних школ, из них 2 лицея и 2 гимназии.

## История

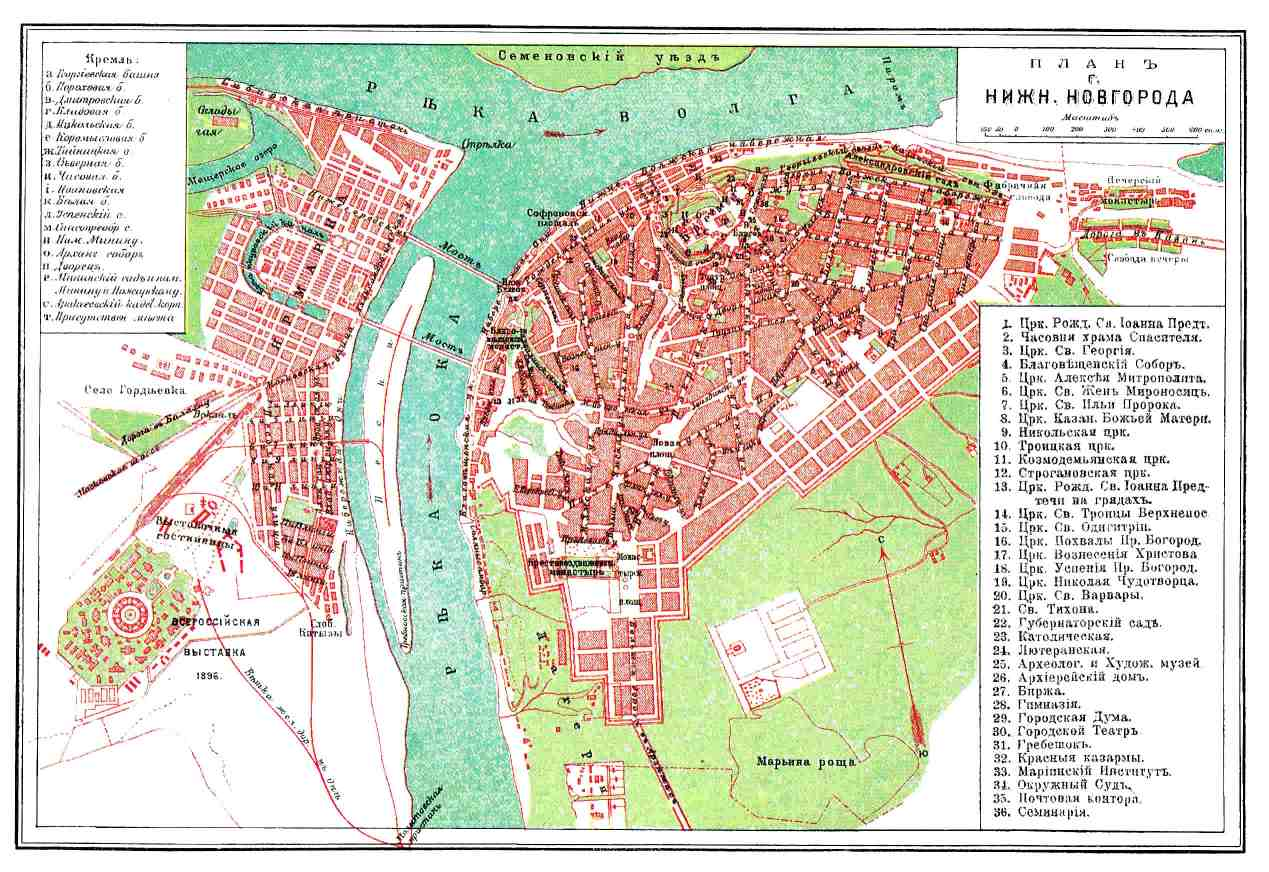
Практически вся правобережная часть Нижнего Новгорода конца XIX века находится на территории нынешнего Нижегородского района

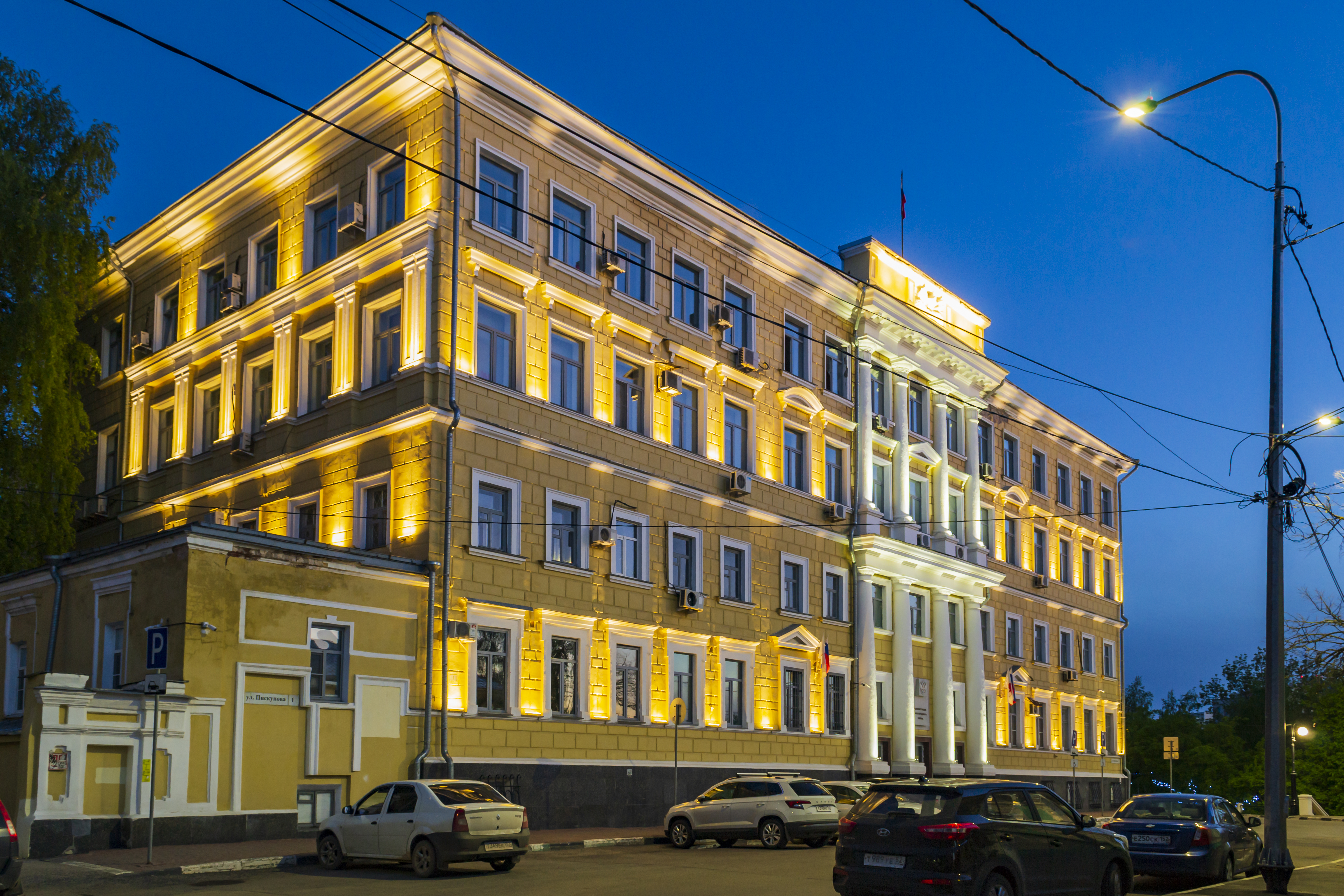
Здание администрации района (ул. Пискунова, д. 1а)

Нижегородский район образован в соответствии с указом Президиума Верховного Совета РСФСР от 9 декабря 1970 года «Об образовании Московского и Нижегородского районов в г. Горьком». Решением исполкома областного совета от 14 декабря 1970 года были утверждены границы административного округа.
Район является ядром, вокруг которого с 1221 года создавался и складывался современный Нижний Новгород. На территории района много архитектурных и исторических памятников и памятных мест. Среди них особо выделяются Нижегородский кремль — уникальный живописный памятник древнего зодчества (основан в 1500 году) — и один из старейших монастырей России — Печерский Вознесенский монастырь, основанный в 1330 году.
Помимо исторической части города в состав района вошли посёлки и деревни (п. Подновье, д. Новая, сл. Печёры), присоединённые к Нижнему Новгороду уже в советское время.
В районе сосредоточено большинство административных, общественных, образовательных, культурных и деловых учреждений.

## Транспорт

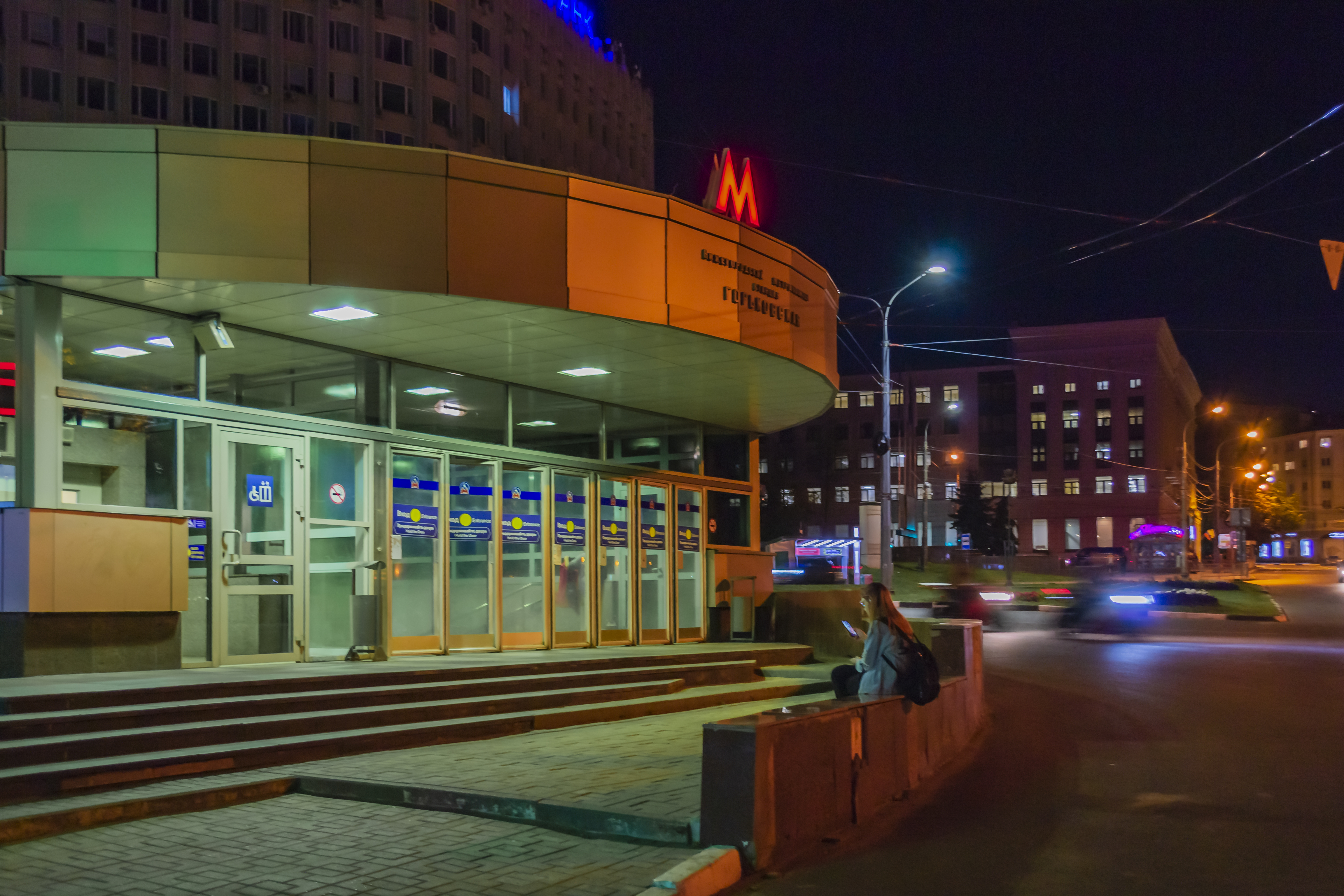
Павильон станции метро «Горьковская»

Метрополитен. Станция «Горьковская» Автозаводской линии Нижегородского метрополитена открылась 4 ноября 2012 года в составе участка Нижегородского метрополитена «Московская» — «Горьковская». Своё название получила по одноимённым улице и площади в честь Максима Горького. Станция расположена под улицей Горького, рядом с одноимённой площадью. К концу 2025 года ожидается запуск поездов Автозаводской линии до станций  «Площадь Свободы» и «Сенная». В долгосрочных планах развития Нижегородского метрополитена строительство Нагорной линии, которая пройдёт от Кремля по улице Ванеева, через площадь Советскую до «Кузнечихи-2» с пересадкой на «Площади Свободы». В качестве альтернативы есть вариант построить Нагорную линию от Кремля по проспекту Гагарина до микрорайона «Щербинки-2» и далее в деревни Ольгино и Новинки.

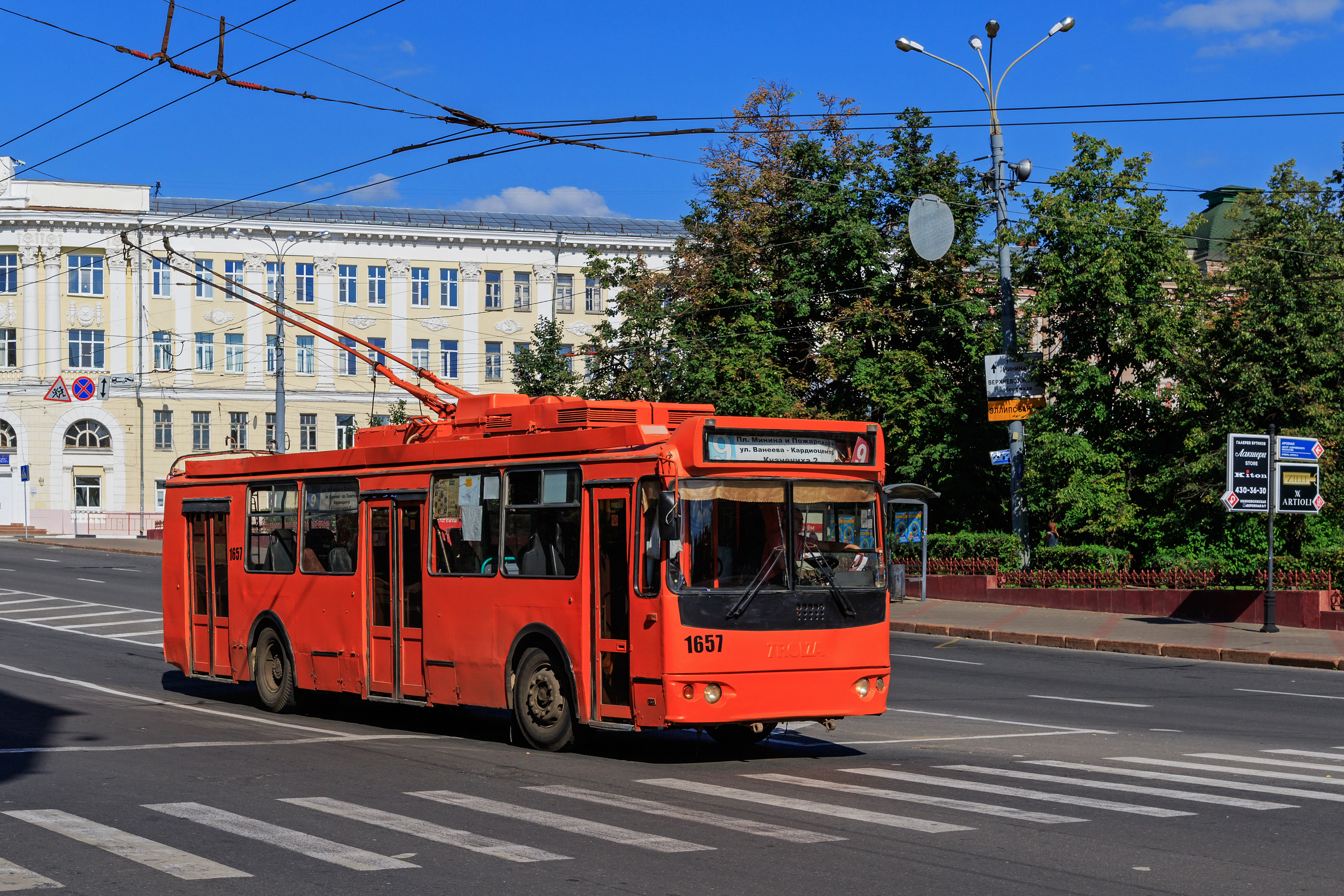
Троллейбус на площади Минина и Пожарского

Троллейбус. Остановка «Площадь Минина и Пожарского» является крупным остановочным пунктом для троллейбусов в Нижегородском районе, из-за перекрытия площади Свободы временно все маршруты перенесены на остановку «Площадь Горького». От Площади Горького троллейбусы следуют в Советский и Приокский районы, до микрорайонов «Кузнечиха-2» (№ 17, №9) и «Щербинки-2» (№ 31). Помимо ныне работающих маршрутов, до 15 сентября 2014 года от остановки «Площадь Минина и Пожарского» отходил троллейбусный маршрут № 1, который следовал по улице Родионова до микрорайона «Верхние Печёры» и два маршрута № 6 и № 20 которые после остановки «Площадь Свободы» делали кольцо через улицы Горького, Бекетова и Ванеева.  
Список троллейбусных маршрутов:
- № 9 «Площадь Горького — пл. Лядова — проспект Гагарина — ул. Бекетова — пл. Советская — ул. Рокоссовского — микрорайон Кузнечиха-2»
- № 13 «Торговые Ряды — микрорайон Кузнечиха-2 — ул. Рокоссовского — пл. Советская — ул. Бекетова — пр. Гагарина — микрорайон Щербинки-2»
- № 17 «Площадь Горького — Пл. Лядова — проспект Гагарина — ул. Бекетова — пл. Советская— ул. Васюнина — ул. Ивлиева — микрорайон Кузнечиха-2»
- № 31 «Площадь Горького — пл. Лядова — пр. Гагарина — микрорайон Щербинки-2»

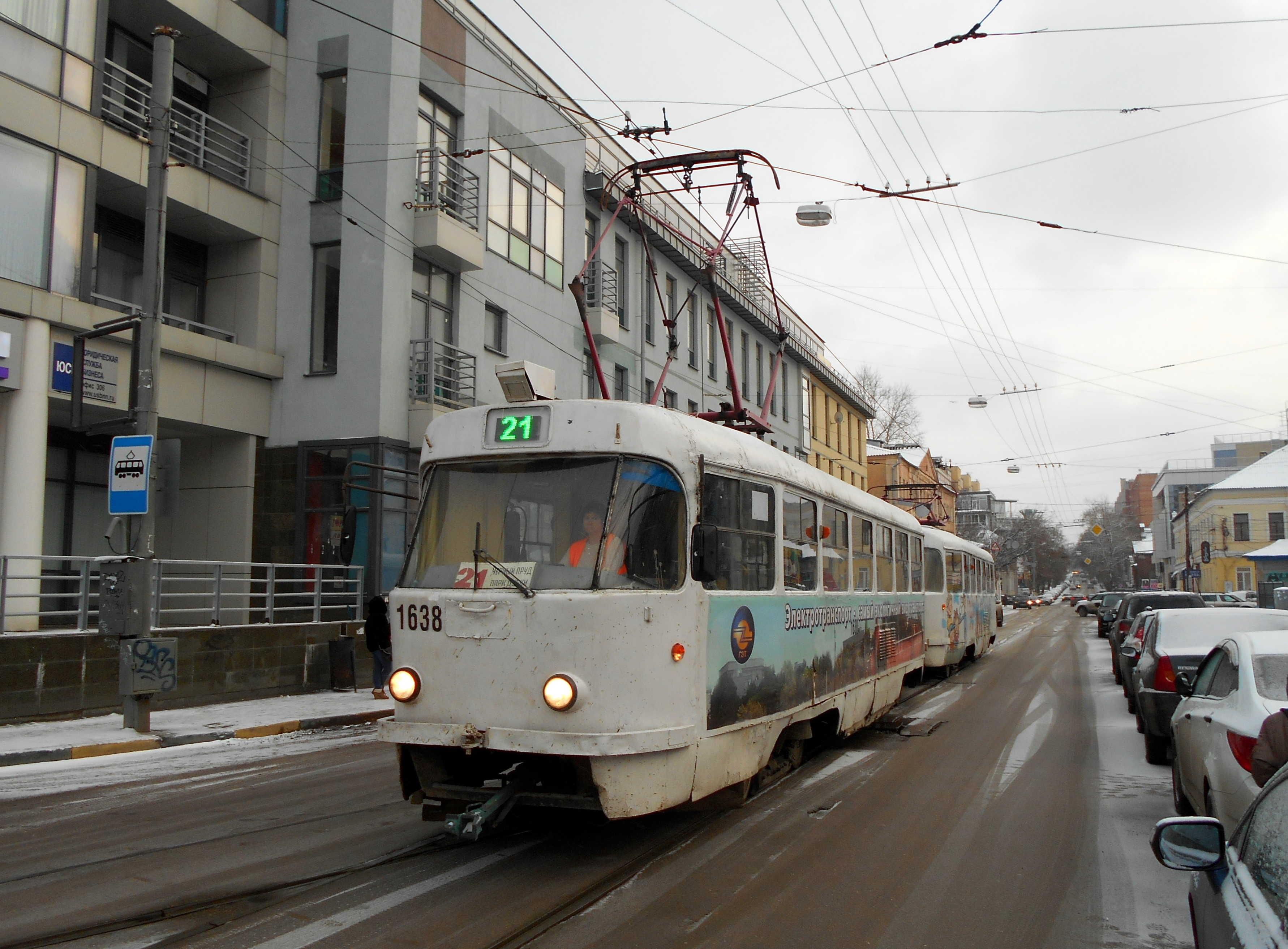
Трамвай на конечной остановке «Чёрный пруд»

Трамвай. Остановка «Чёрный пруд» является основным отправным пунктом для трамваев следующих из Нижегородского района в Советский, Канавинский и Ленинский районы. Также до 2009 года через Нижегородский район проезжал трамвайный маршрут № 27. До закрытия трамвайного движения на Похвалинском съезде он проходил по улице Маслякова и далее поворачивал на улицу Ильинскую, до закрытия трамвайного движения на Канавинском мосту он проезжал через улицу Рождественскую и далее следовал по улицам Добролюбова и Ильинской. По состоянию на 2023 год трамвайный маршрут № 27 едет по маршруту «Московский вокзал — Трамвайное депо № 1» через Молитовский мост. Также до апреля 2012 года через Нижегородский район проходил трамвайный маршрут № 9 «Благовещенская площадь — Московский вокзал». Этот маршрут № 9 проходил по улицам Рождественская, Добролюбова и Ильинская и далее к Московскому вокзалу через Молитовский мост. 11 апреля 2012 года трамвайный маршрут № 9 был закрыт из-за оползня на Зеленском съезде.
Список трамвайных маршрутов, проезжающих в Нижегородском районе:
- № 2 «Городское кольцо» (через улицы Б. Печёрская, Белинского, Ильинская и Б. Покровская)
- № 5 «Ул. Маслякова — ул. Ильинская — пл. Лядова — ул. Пушкина — ул. Терешковой — пр. Гагарина — Мыза» (временно закрыт из-за ремонта трамвайных путей на пр. Гагарина)
- № 11 «Чёрный пруд — ул. Б. Покровская — Скоба — ул. Рождественская — Площадь Благовещенская» (работает в летнее время)
- № 18 «Лапшиха — ул. Ошарская — ул. Белинского — пл. Лядова — ул. Пушкина — ул. Бекетова — ул. Кузнечихинская — Лапшиха» (кольцевой)
- № 19 «Ул. Маслякова — ул. Ильинская — пл. Лядова — ул. Пушкина — ул. Бекетова — ул. Кузнечихинская — Лапшиха — ул. Надежды Сусловой — Трамвайное депо №1» (временно проходит через Нижегородский район до улицы Маслякова вместо Мызы из-за ремонта трамвайных путей на пр. Гагарина)
- № 21 «Чёрный пруд — ул. Б. Покровская — ул. Ильинская — Окский съезд — пл. Комсомольская — Заречный бульвар — ул. Космонавта Комарова — ул. Успенского — Парк „Дубки“»
- № 27 «Московский Вокзал — ул. Чкалова — ул. Октябрьской Революции — пл. Комсомольская — Окский съезд — ул. Белинского — ул. Ошарская — Лапшиха — ул. Надежды Сусловой  — Трамвайное депо №1»